# Montoliu de Lleida
Montoliu de Lleida  (spanisch Montoliu) ist eine katalanische Gemeinde (Municipio) mit 475 Einwohnern (Stand: 2024) in der Provinz Lleida im Nordosten Spaniens. Sie ist Teil der Comarca Segrià. Zur Gemeinde gehört neben dem Hauptort Montoliu de Lleida die kleine Ortschaft Abellar. 

## Geographie
Montoliu de Lleida liegt etwa sechs Kilometer südsüdwestlich vom Stadtzentrum von Lleida in einer Höhe von ca. 165 m. Der Segre begrenzt die Gemeinde im Norden. Durch Montoliu de Lleida führt die Autopista AP-2.

## Einwohnerentwicklung
| 1900 | 1930 | 1950 | 1970 | 1981 | 1991 | 2001 | 2011 | 2021 |
| ---- | ---- | ---- | ---- | ---- | ---- | ---- | ---- | ---- |
| 439  | 526  | 459  | 445  | 411  | 463  | 469  | 505  | 493  |

## Sehenswürdigkeiten
- Kirche Mariä Geburt
- Altes Rathaus (zugleich alte Schule)

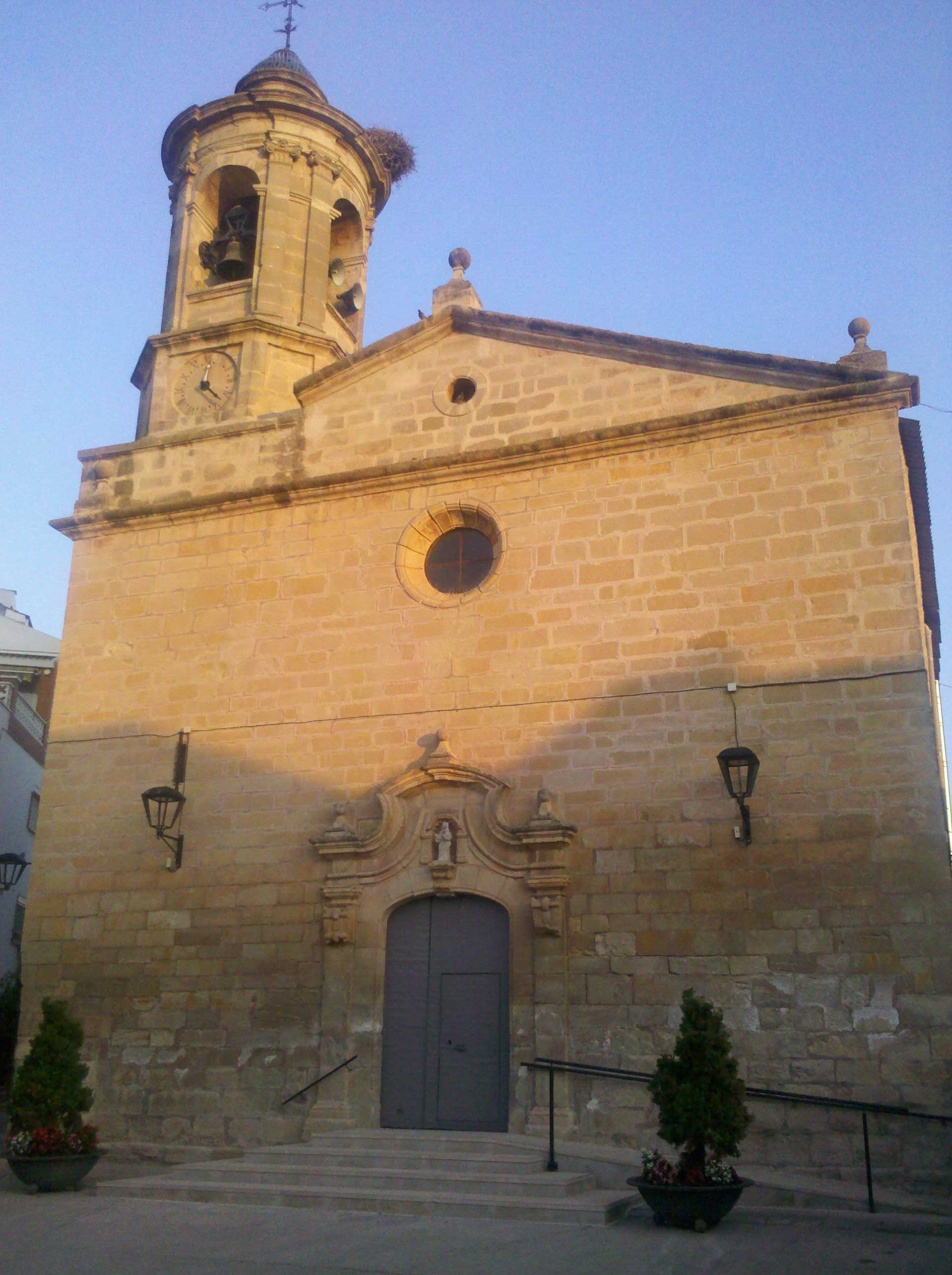
Kirche Mariä Geburt
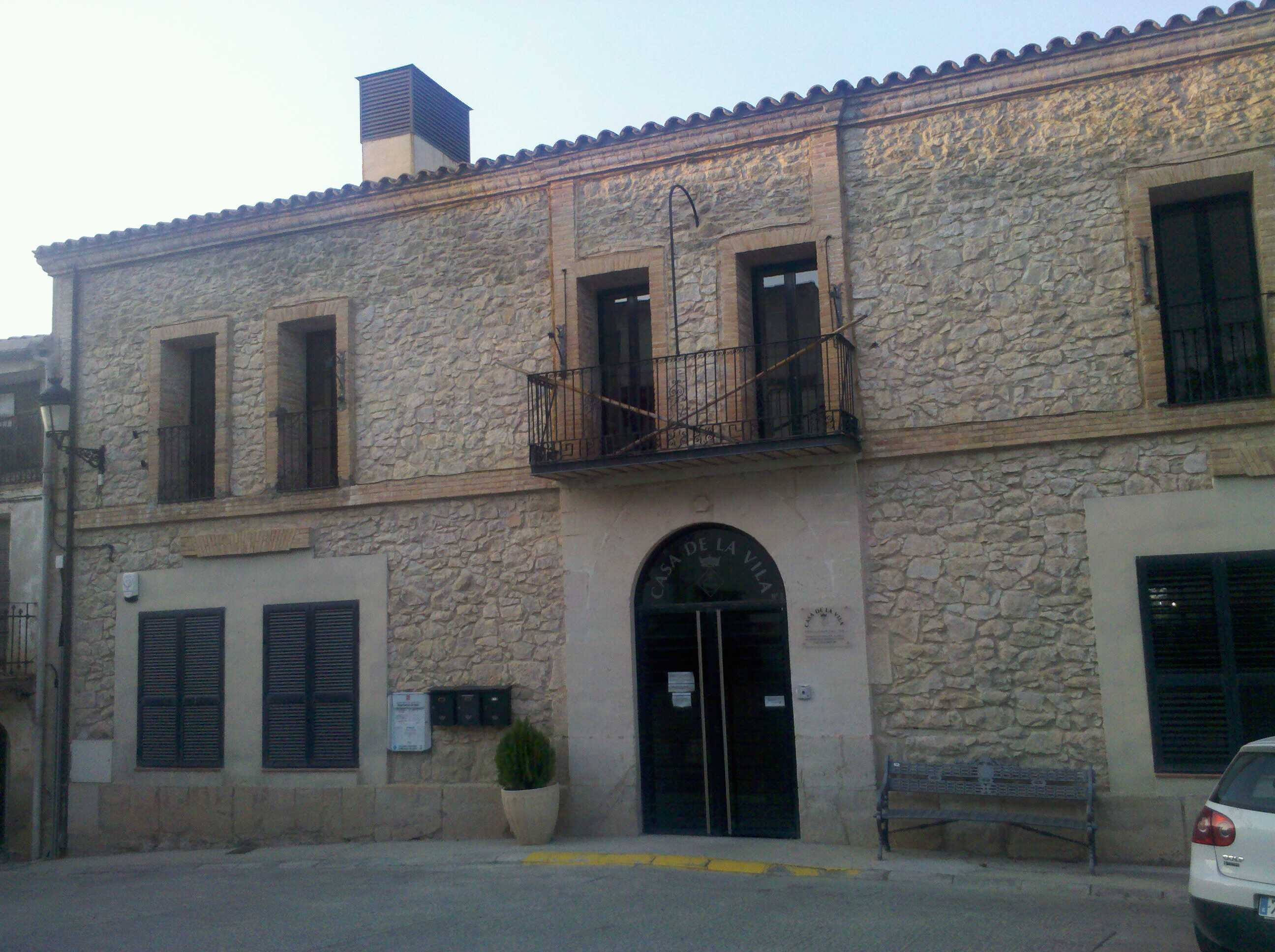
Altes Rathaus und alte Schule

## Persönlichkeiten
- Jaume Gort Farré (1919–1966), Bildhauer